# Andrzej Buras
Andrzej Jerzy Buras (ur. 26 października 1946 w Warszawie) – polski fizyk. Specjalizuje się w zagadnieniach z zakresu mechaniki i teorii kwantowej. Profesor emeritus na Uniwersytecie Technicznym w Monachium.

## Życiorys
Tytuł magistra w dziedzinie fizyki teoretycznej uzyskał w 1971 na Uniwersytecie Warszawskim, w tym samym roku wyemigrował do Danii. Rok później uzyskał stopień doktora w Instytucie Nielsa Bohra w Kopenhadze. Następnie odbywał staż podoktorski w tym Instytucie do 1975. W późniejszym czasie zdobywał doświadczenie w ośrodkach naukowo-badawczych CERN (1975–1977) i Fermilab (1977–1982). Został też członkiem Instytutu Fizyki im. Maxa Plancka w Monachium (1982–1988). Od 1988 pracował w TUM. Po przejściu na emeryturę w 2012 roku przeniósł się do Institute for Advanced Study, gdzie prowadził grupę fokusową pod nazwą Fundamental Physics. 
Buras jest znany głównie ze swoich badań nad chromodynamiką kwantową.

## Nagrody i wyróżnienia
- Członek Academia Europaea[7]
- Członek Bawarskiej Akademii Nauk[8]
- Członek zagraniczny Wydziału Matematyczno-Fizyczno-Chemicznego Polskiej Akademii Umiejętności[9]
- Członek zagraniczny Wydziału Nauk Ścisłych i Nauk o Ziemi Polskiej Akademii Nauk[1]
- członek korespondent Towarzystwa Naukowego Warszawskiego (od 2021)[10].
- Wybitny wykładowca Uniwersytetu Alberty[4]
- Nagroda Mariana Smoluchowskiego-Emila Warburga Niemieckiego i Polskiego Towarzystwa Fizycznego[2]
- Carl von Linde Senior Fellow[11]
- Profesor wizytujący Uniwersytetu Wiedeńskiego[4]
- Grant Europejskiej Rady ds. Badań Naukowych (2011-2016)[12]
- Tytuł Emeriti of Excellence Uniwersytetu Technicznego w Monachium[4]
- Medal Maxa Plancka[6]